# North Bay Village
Pour les articles homonymes, voir North Bay.
North Bay Village est une ville des États-Unis située dans l’État de Floride, dans le comté de Miami-Dade, à l'ouest de la ville de Miami. Selon le bureau du recensement des États-Unis, l'estimation officielle de 2021 fait état d'une population de 7 956 habitants.

## Géographie
La ville de North Bay Village est située sur une île entre les villes de Miami et de Miami Beach. La superficie totale de la ville est estimée à 2,16 km2.

## Démographie
| 1950 | 1960  | 1970  | 1980  | 1990  | 2000  |
| ---- | ----- | ----- | ----- | ----- | ----- |
| 198  | 2 006 | 4 831 | 4 920 | 5 383 | 6 733 |

| 2010  | - | - | - | - | - |
| ----- | - | - | - | - | - |
| 7 137 | - | - | - | - | - |